# Salut (Indonésie)
Pour les articles homonymes, voir Salut.
Salut est un desa (village) dans l'île indonésienne de Lombok.
Administrativement, Salut appartient au kecamatan (district) de Kayangan, kabupaten (département) de Lombok du Nord, dans la province de Nusa Tenggara occidental. Le territoire du village comporte une zone forestière importante sur le flanc du volcan Rinjani, dont une partie est exploitée comme forêt coutumière.

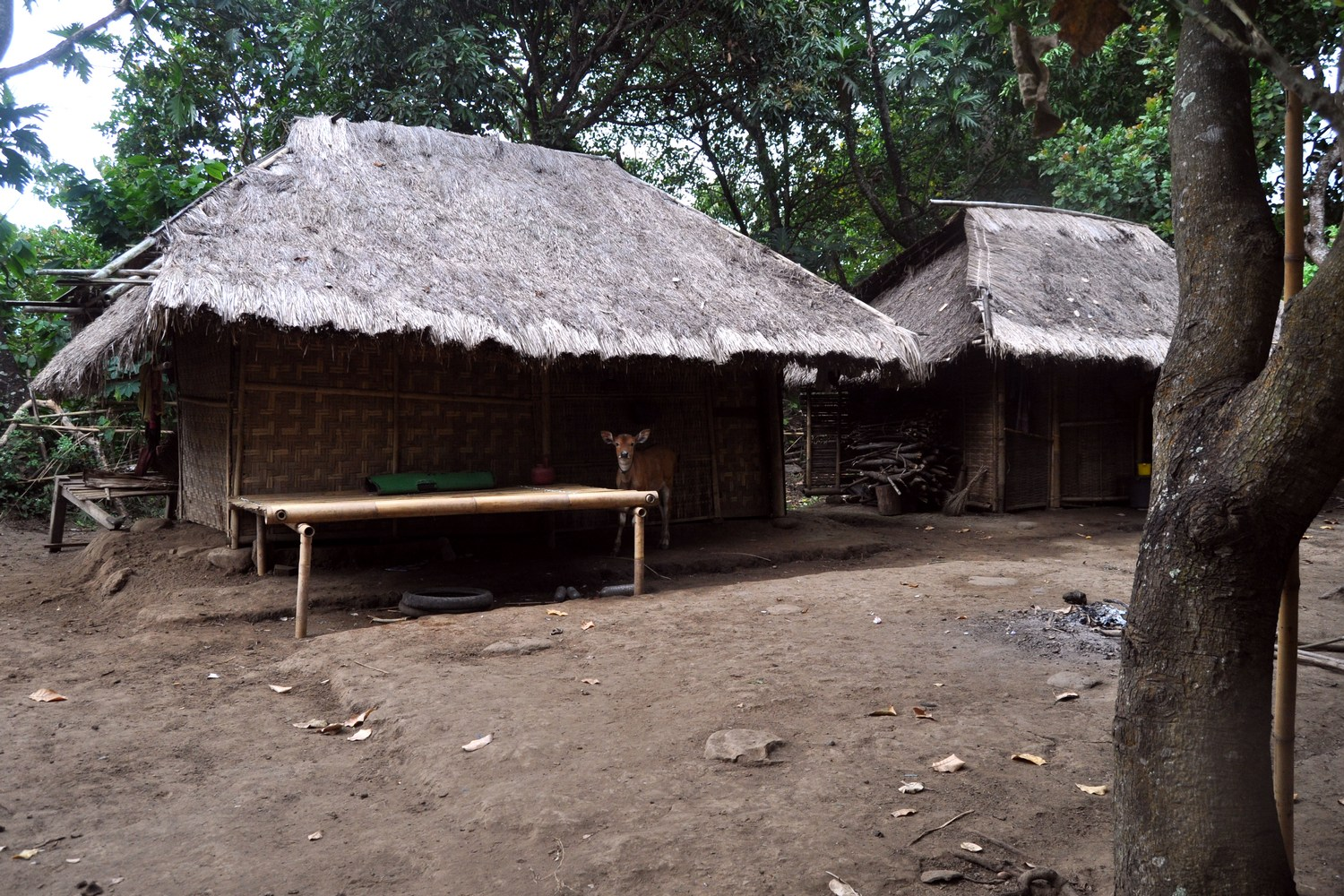
Une maison en bambou dans la forêt de Salut